# Gustave Wappers
Egide Charles Gustave, Barón Wappers, más conocido como Gustave Wappers (Amberes, 23 de agosto de 1803-París, 6 de diciembre de 1874) fue un pintor belga que firmaba sus pinturas con el nombre Gustaf Wappers.

## Biografía
Estudió en el Academia Real de Bellas Artes de Amberes y durante 1826 en París. El movimiento romántico con sus nuevas ideas sobre el arte y la política estaba surgiendo en Francia. Wappers fue el primer artista belga en tomar ventaja de tal estado de cosas y su primer cuadro, "La devoción de la burgomaestre de Leiden", apareció en el momento oportuno y tuvo un éxito maravilloso en el Salón de Bruselas, en 1830, el año de la Revolución belga. Aunque político, esta notable obra revolucionó la dirección de los pintores flamencos.

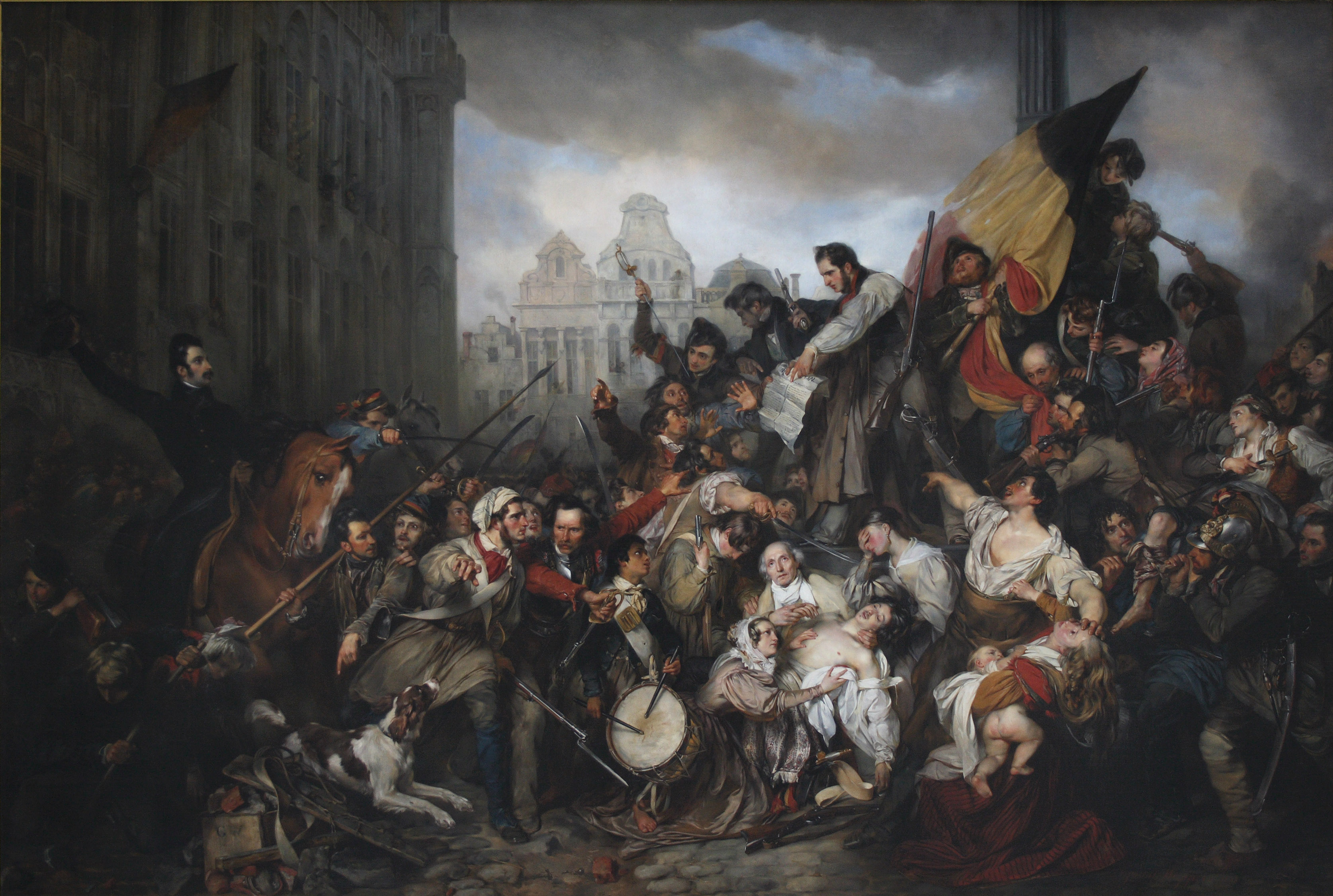
Episodio de la Revolución belga de 1830 (1834), Museo de Arte Antiguo de Bruselas.

Wappers fue invitado a la corte en Bruselas, donde fue favorecido con comisiones. En 1832, la ciudad de Amberes lo nombró profesor de Pintura. Exhibió su obra maestra, "Episodio de la Revolución belga de 1830" o "Episodio de los días de septiembre de 1830 en el Gran Palacio de Bruselas" (Museo de Arte Antiguo, Bruselas) en el Salón Amberes en 1834. Posteriormente, fue nombrado pintor de Leopoldo, rey de los belgas. A la muerte de Mathieu-Ignace van Bree en 1839, fue ascendido a director de la Academia de Amberes. Entre sus pupilos se encontraron Ford Madox Brown y el pintor checo Karel Javůrek.
Sus obras son numerosas, algunas de ellas en los modos tradicionales de devoción ("Cristo sepultado"), mientras que otras ilustran la visión romántica de la historia: "Carlos I despidiéndose de sus hijos", "Carlos IX", "Camoens", "Pedro el Grande en Saardam " y "Boccaccio en la corte de Juana de Nápoles".
Luis Felipe I de Francia le encargó pintar un gran cuadro para la galería de Versalles, "La defensa de Rodas por los caballeros de San Juan de Jerusalén". Terminó la obra en 1844, el mismo año que recibió el título de barón por parte de Leopoldo I. Tras retirarse como director de la Academia de Amberes, se asentó en 1853 en París, donde falleció en 1873, considerado como uno de los ejemplos más talentosos del Romanticismo en Bélgica.